# هجوم البصرة (923)
هُجُوم اَلبَصْرَة أو نَهْب اَلبَصْرَة (311 هـ / 923 م) هو هجوم عسكري شنَّهُ القرامطة على مدينة البصرة العباسية قادِمين من إقليم البحرين حيث قاموا بنهب المدينة وقتل الكثير من سُكَّانِها عَلى مدار سبعة عشر يوماً وحملوا ما استطاعوا من الأموال والأمتِعَة والنِّساء والصِّبيَان وعادوا إلى مدينتهم هجر قرب القطيف، وكانت الهجمة هي الأولى من سلسلة هجمات قادمة للقرامطة والتي بلغت ذروتها في غزو أجزاء من العراق العَبَّاسيَّة عام 927-928.

## الأحداث
في يوم 11 أغسطس 923، هاجم حوالي 1,700 من القَرامِطة تحت قيادة أبو طاهر الجنابي مدينة البصرة أثناء فترة الليل، حيث استخدموا السلالم لتسلق الجدران وتغلبوا على حراس البوابة وأغلقوا البوابات المفتوحة بالرمل والحجارة حتى لا يعلقوا بالداخل. ظن الحاكم العباسي سُبُك المُفلَحي أن هذه غارة بدوية اِعتياديَّة وخرج مع عدد من رجاله لمقابلة المهاجمين دون حذر فقتل على إثرها، وبعد وفاته تم استرقاق عائلته، وقد قاوم البصريون بشجاعة لكن دون دعم عسكري فهُزِموا وقتلوا جماعياً على يد القرامطة دون رحمة. كما ذبح القرامطة جنوداً عباسيين عُزَّل ونهبوا المدينة دون أن يستطيع أحد إيقافهم لمدة 17 يوماً، حاملين الكثير من الغنائم والعديد من الأسرى لبيعهم كعبيد بما في ذلك العديد من النساء والأطفال.
بعد مغادرتهم وصلت القوات العباسية إلى مكان الحادث. وكان التوقيت طبيعي آنذاك حيث كان القرامطة يتميزون بأعداد صغيرة وسريعة التنقل ما يضمن أنه لن يقع بينهم صدام مباشر مع العباسيين، في الوقت نفسه كانت قاعدة القرامطة في الهجر في مأمن من الانتقام العباسي.

## ما بعد الكارثة
بدلاً من الرد على تهديد القرامطة، كان الوزير العباسي علي بن محمد المعروف أكثر بابن الفرات مهتماً بتأمين منصبه الوزاري للمرة الثالثة وفي القيام بأعمال نفي أو تعذيب وقتل العديد من منافسيه المحتملين. في مارس 924 هاجم القرامطة قافلة الحج في طريق عودتها من مكة إلى بغداد وتغلبوا على مرافقها وأسروا العديد من الحجاج. وهذان الحدثان اللذان وقعا في نفس العام الهجري (311 هـ) دفع المؤرخين إلى تسميتها "سنة الدمار". وقد اندلعت أعمال شغب في شوارع بغداد ضد ابن الفرات الذي فقد أنواع الدعم، وفي 16 يوليو تم عزله وإعدامه مع ابنه المحسن. يمثل الحدث الهيمنة النهائية لمسؤولي الجيش العباسي على الحكم المدني، مع عواقب وخيمة على المستقبل.
وقد استمر القرامطة في مهاجمة قوافل الحج على مدى السنوات التالية وقبل الانطلاق في غزو العراق نفسه عام 927 والذي هدد بغداد نفسها في وقت من الأوقات وامتد حتى بلاد ما بين النهرين وفي عام 930 قام القرامطة بالهجوم على مكة ولكن بسبب الاضطرابات الداخلية هدأ التهديد القرمطي وأقيمت علاقات سلمية بين البحرين والخلافة العباسية.